# Paul Shipton
Pour les articles homonymes, voir Shipton.
Paul Shipton, né le 15 juin 1963 à Manchester, est un écrivain britannique spécialisé dans la littérature d'enfance et de jeunesse et les novélisations.

## Biographie
Paul Shipton a fait ses études à l'Emmanuel College de Cambridge et à l'Université de Manchester où il obtient des maîtrises en études classiques et en philosophie.
Il voulait être astronaute, mais y renonce et devient professeur d'anglais à Istanbul, puis, à son retour en Angleterre, professeur de langues étrangère, avant d'être éditeur.
En 1988, il déménage et s'installe à Madison, dans l'État du Wisconsin aux États-Unis et devient écrivain de littérature d'enfance et de jeunesse en 1991 avec Zargon Zoo. Il signe ensuite deux romans policiers parodiques chez les insectes qui mettent en vedette Bug Muldoon, un scarabée détective privé. 
Il a également signé plusieurs novélisations pour des films, notamment Cinderella Man (2006) et Slumdog Millionnaire (2010), et des dessins animés, dont Aristocats (2013) et Lilo and Stitch (2013), ainsi qu'une biographie de Charles Dickens destinée aux jeunes lecteurs. 
Il vit toujours avec sa famille aux États-Unis.

## Œuvre

### Romans jeunesse

#### Série Bug Muldoon
- Bug Muldoon and the Garden of Fear (1995) Publié en français sous le titre Tirez pas sur le scarabée !, traduit par Thomas Bauduret, Paris, Hachette Jeunesse, Verte Aventure. Policier no 806, 1996  (ISBN 2-01-209581-X) ; réédition, Paris, Le Livre de poche. Jeunesse, no 912, 2002
- Bug Muldoon and the Killer in the Rain (1998) Publié en français sous le titre Un privé chez les insectes, traduit par Marianne Costa, Paris, Hachette Jeunesse, V vertige. Policier no 838, 2000  (ISBN 2-01-200525-X) ; réédition, Paris, Le Livre de poche Jeunesse, no 982, 2002

#### SériePig
- The Pig Scrolls (2002)
- The Pig Who Saved the World (2005)

#### Autres romans
- Zargon Zoo (1991)
- The House of the Moors (1994)
- Pet Squad (1995)
- The Mighty Skink (1996)
- Petey (1996)
- The Ultimate Trainers (1996)
- The Goalie's Secret (1996)
- The Night of the Trickers (1996)
- I Wish, I Wish (1996)
- The Monster in the Wardrobe (1998)
- The Revenge of Captain Blood (1998)
- The Anti-Bully Machine (1999)
- The Man Who Was Hate (2000)
- One Smart Chick (2000)
- Chit Chat (2002)
- Get the Fruits! (2004)
- Billy's Luck (2004)
- The Monster of the Moon (2004)
- Clown School (2005)
- The See-Saw (2005)
- Half Price Hero (2006)
- The Sun and the Moon (2006)
- Ant and Snail (2006)
- What for Breakfeast? (2006)
- Bart the Shark (2006)
- Dangerous Weather: The Weather Machine (2007)
- The Games Player of Zob (2007)
- The Rainbow Serpent (2008)
- Whizz! (2008)
- The Snow Monster (2008)
- The Itch Factor (2008)
- The Farmer's Lunch (2009)
- Gold (2009)
- Rat Naps (2009)
- Panther and Frog (2009)
- Good Day, Bad Day (2010)
- Monsters! (2010)
- Eek! a Bug (2010)
- Phonics Bug: A Job for Jim (2010)
- Sid and the Haircut (2010)
- Sunny Days, Rainy Day (2011)
- A Night at the Gallery (2011)
- Animal Skeletons (2011)
- The Robot (2012)
- In the Boat (2012)
- The Guinea Pigs (2012)
- Pirates (2012)
- Carnival Time (2013)
- Back to the Stone Age (2013)
- The Cowboy Next Door (2014)
- The Night of the Ticklers (2014)

#### Romans jeunesse signés Paul Cooper
- Pigs in Planes: The Chicken Egg-splosion (2010)
- Pigs in Planes: The Shark Bites Back (2010)
- Pigs in Planes: The Big Baad Sheep (2010)
- Pigs in Planes: The Mega Monkey Mystery (2010)

### Autres publications signés Paul Shipton
- Science with Weather (1993)
- Bones! (1998)
- Ghost in the Guitar (1999)
- Vampire Killer (2000)
- The Beatles (2000)
- The Crown (2001)
- Titanic! (2001)
- Titanic Survivor: the Story of Harold Bride (2003)
- Cinderella Man (2006)
- Charles Dickens (2007)
- Eddies' Exercise (2007)
- I Can Do It! (2007)
- The Ransom of Red Chief (2008)
- Journey to the Center of the Earth (2009)
- Slumdog Millionaire (2010)
- Transformers (2010)
- Nowhere Boy (2011)
- Made in Dagenham (2011)
- The Olympics (2012)
- New York (2012)
- Take Away My Takeaway: Italy (2012)
- The Deep (2012)
- The Adventures of Tintin (2012)
- Aristocats (2013)
- Lilo and Stitch (2013)
- Alice in Wonderland (2013)